# Patriotas pela Europa
Patriotas pela Europa (em inglês: Patriots for Europe) é uma grupo político populista de direita e soberanista, formado como o terceiro maior grupo à frente da 10.º Legislatura do Parlamento Europeu. A fundação do grupo foi anunciada numa conferência de imprensa em Viena, em 30 de junho de 2024 pelo primeiro-ministro húngaro, Viktor Orbán (Fidesz), pelo antigo primeiro-ministro checo Andrej Babiš (ANO 2011) e o ex-ministro do Interior da Áustria, Herbert Kickl e pelo eurodeputado Harald Vilimsky (ambos do Partido da Liberdade da Áustria).
O grupo inclui quase todos os ex-membros do partido europeu Identidade e Democracia. O grupo poderia igualmente coordenar os trabalhos dos seus membros no Conselho Europeu e no Conselho da União Europeia.

## História

O Patriotas pela Europa tem eurodeputados em 12 Estados membros. O roxo escuro indica os Estados Membros que têm vários eurodeputados, o roxo claro indica os Estados Membros que têm só um único eurodeputado.

Os eurodeputados do Fidesz não pertenciam a nenhum grupo da UE até recentemente, tendo deixado o Grupo do Partido Popular Europeu em março de 2021. Os eurodeputados do ANO 2011 pertenciam ao grupo liberal centrista Partido da Aliança dos Liberais e Democratas pela Europa desde 2011, mas deixaram-na após as eleições para o Parlamento Europeu de 2024 após divergências sobre o programa. O FPÖ pertenceu ao grupo de extrema-direita Partido Identidade e Democracia na nona legislatura do parlamento europeu (2019-2024).
Em 30 de junho de 2024, os representantes dos três partidos fundadores assinaram "Um Manifesto Patriótico para um Futuro Europeu". Segundo o manifesto, a única política europeia válida é aquela cuja legitimidade está arraigada na existência das nações europeias e que preserva e celebra a identidade, as tradições e os costumes europeus, e continua sua herança greco-romana e judeu-cristã. Isso estabelece a ideologia da aliança, que inclui uma maior soberania para os Estados membros da UE, a luta contra a imigração ilegal e uma revisão do Acordo Verde Europeu.
O Partido Popular Democrata Cristão (KDNP), que tem 1 eurodeputado, também anunciou a sua intenção de se juntar à aliança após a sua saída do Grupo PPE. A 1 de julho, o partido nacionalista português Chega tornou-se o quarto membro dos Patriotas pela Europa, com dois eurodeputados.   Em 5 de Julho, o Vox espanhol também aderiu, deixando o Reformistas e Conservadores Europeus. No mesmo dia, o Partido para a Liberdade holandês, anteriormente parte do Partido ID, também anunciou que iria aderir. Em 6 de julho, o Partido Popular Dinamarquês e o Interesse Flamengo, ambos parte do Partido ID, anunciaram que também se juntariam, colocando o grupo acima dos Estados membros mínimos exigidos para a formação do grupo. 
Em 8 de julho, o Reagrupamento Nacional (RN) e a Liga Norte foram anunciados como novos membros do grupo. O pré-requisito para a criação de um grupo político do Parlamento Europeu é a adesão de, pelo menos, 23 deputados de pelo menos sete Estados Membros da UE. A aliança cumpriu esse critério em 6 de julho de 2024. De acordo com o Le Monde, o RN esperou o fim do segundo turno das eleições legislativas francesas de 2024 para o anúncio "por medo de reavivar a suspeita de simpatias pró-russas".  
Em 8 de julho, Jordan Bardella, presidente do Reagrupamento Nacional (RN) da França, foi nomeado presidente do grupo, juntamente com vice-presidentes, chefe de chicote e tesoureiro. 
O Movimento Nacional da Confederação Liberdade e Independência (RN), que ganhou dois eurodeputados, anunciou em julho de 2024 que estava em negociações com os Patriotas pela Europa, enquanto os três eurodeputados da Confederação da Nova Esperança se juntaram ao grupo Europa das Nações Soberanas, e o único eurodeputado da Confederação da Coroa Polonesa não estava tentando participar. Em última análise, o Movimento Nacional juntou-se aos Patriotas pela Europa em 1.º de outubro. 

## Membros

### 10.º Parlamento Europeu (2024-2029)
| Estado         | Aliança Nacional | Aliança Nacional                                          | Partido Nacional                         | Partido Nacional                                                       | Partido Europeu | Partido Europeu        | Antigo Grupo Euroepu | Antigo Grupo Euroepu                 | Eurodeputados |
| -------------- | ---------------- | --------------------------------------------------------- | ---------------------------------------- | ---------------------------------------------------------------------- | --------------- | ---------------------- | -------------------- | ------------------------------------ | ------------- |
| Austria        |                  | Nenhum                                                    |                                          | Partido da Liberdade da Áustria Freiheitliche Partei Österreichs (FPÖ) |                 | Partido ID             |                      | Identidade e Democracia              | 6 / 19        |
| Bélgica        |                  | Nenhum                                                    |                                          | Interesse Flamengo Vlaams Belang (VB)                                  |                 | Partido ID             |                      | Identidade e Democracia              | 3 / 13        |
| Chéquia        |                  | Nenhum                                                    |                                          | Aliança dos Cidadãos Descontentes Akce nespokojených občanů (ANO 2011) |                 | Partido ALDE // Nenhum |                      | Renovar a Europa                     | 7 / 21        |
| Chéquia        |                  | Nenhum                                                    |                                          | Aliança dos Cidadãos Descontentes Akce nespokojených občanů (ANO 2011) |                 | Partido ALDE // Nenhum |                      | Renovar a Europa                     | 7 / 21        |
| Chéquia        |                  | Juramento e Motoristas Přísaha a Motoristé (AUTO+PŘÍSAHA) |                                          | Juramento Přísaha občanské hnutí                                       |                 | Nenhum                 |                      | Nenhum                               | 1 / 21        |
| Chéquia        |                  | Juramento e Motoristas Přísaha a Motoristé (AUTO+PŘÍSAHA) | Motoristas Para Si Mesmos Motoristé sobě |                                                                        | Nenhum          |                        | Nenhum               | 1 / 21                               |               |
| Dinamarca      |                  | Nenhum                                                    |                                          | Partido Popular Dinamarquês Dansk Folkeparti (DF)                      |                 | Nenhum                 |                      | Identidade e Democracia              | 1 / 15        |
| França         |                  | Nenhum                                                    |                                          | Reagrupamento Nacional Rassemblement National (RN)                     |                 | Partido ID             |                      | Identidade e Democracia              | 30 / 81       |
| Grécia         |                  | Nenhum                                                    |                                          | Voz da Razão Φωνή Λογικής (ΦΛ)                                         |                 | Nenhum                 |                      | Nenhum                               | 1 / 21        |
| Hungria        |                  | Nenhum                                                    |                                          | Fidesz - União Cívica Húngara Fidesz – Magyar Polgári Szövetség        |                 | Nenhum                 |                      | Não Inscritos                        | 10 / 21       |
| Hungria        |                  | Nenhum                                                    |                                          | Partido Popular Democrata-Cristão Kereszténydemokrata Néppárt (KDNP)   |                 | Grupo PPE // Nenhum    |                      | Partido Popular Europeu              | 1 / 21        |
| Hungria        |                  | Nenhum                                                    |                                          | Partido Popular Democrata-Cristão Kereszténydemokrata Néppárt (KDNP)   |                 | Grupo PPE // Nenhum    |                      | Partido Popular Europeu              | 1 / 21        |
| Itália         |                  | Nenhum                                                    |                                          | Liga Norte Lega Nord                                                   |                 | Partido ID             |                      | Identidade e Democracia              | 8 / 76        |
| Letónia        |                  | Nenhum                                                    |                                          | Letónia Primeiro Latvija pirmajā vietā (LPV)                           |                 | MPCE                   |                      | Nenhum                               | 1 / 8         |
| Países Baixos  |                  | Nenhum                                                    |                                          | Partido pela Liberdade Partij voor de Vrijheid (PVV)                   |                 | Partido ID             |                      | Identidade e Democracia              | 6 / 31        |
| Polónia        |                  | Nenhum                                                    |                                          | Moveimento Nacional Ruch Narodowy (RN)                                 |                 | Não Inscritos          |                      | Nenhum                               | 2 / 21        |
| Portugal       |                  | Nenhum                                                    |                                          | Chega                                                                  |                 | Partido ID             |                      | Identidade e Democracia              | 2 / 21        |
| Espanha        |                  | Nenhum                                                    |                                          | Vox                                                                    |                 | Aliança RCE            |                      | Reformistas e Conservadores Europeus | 6 / 61        |
| União Europeia | Total            | Total                                                     | Total                                    | Total                                                                  | Total           | Total                  | Total                | Total                                | 86 / 720      |

## Membros em Potencial

### Os partidos anteriormente especulados como possíveis membros do novo Grupo da UE incluem:
- Alternativa para a Alemanha, que ganhou 15 eurodeputados (anteriormente parte do Partido ID), no entanto, devido à tensão anterior entre o Fidesz e a AfD, isso foi visto como improvável, com a AfD afirmando que não tinha planos atuais de se aderir. A AfD manifestou interesse em criar um grupo que incluísse o rival húngaro Nosso Movimento da Pátria, bem como outros partidos, como o Renascimento Búlgaro. A AfD acabou por criar o seu próprio grupo, com estes partidos, a Europa das Nações Soberanas. [14]
- O Lei e Justiça (PiS), que ganhou 20 eurodeputados, inicialmente negociou com os Patriotas pela Europa, mas depois chegou a um acordo com os Irmãos de Itália que lhe permitiu permanecer nos Conservadores e Reformistas Europeus.
- Movimento da República, com 2 eurodeputados, expressou interesse em uma possível adesão,[15] embora o partido tenha aderido à Europa das Nações Soberanas em 10 de julho.
- Especulava-se que o Smer-SD eslovaco se juntaria à aliança com 5 eurodeputados, no entanto, de acordo com seu parceiro de coalizão júnior, Hlas-SD, o Smer-SD expressou uma preferência por voltar ao grupo S&D. Embora mais tarde tenha sido rejeitado do S&D, [16] recusou-se a juntar-se aos Patriotas pela Europa, alegando diferenças ideològicas.
- Partido Democrático Esloveno, que conquistou 4 eurodeputados, acabou por continuar a fazer parte do Grupo PPE).

## Organização

### Presidente
| Presidente      | Presidente | Tomou Posse        | Deixo o Cargo | País (Circunscrição) | Partido                |
| --------------- | ---------- | ------------------ | ------------- | -------------------- | ---------------------- |
| Jordan Bardella |            | 8 de Julho de 2024 | Presente      | França               | Reagrupamento Nacional |

### Escritório

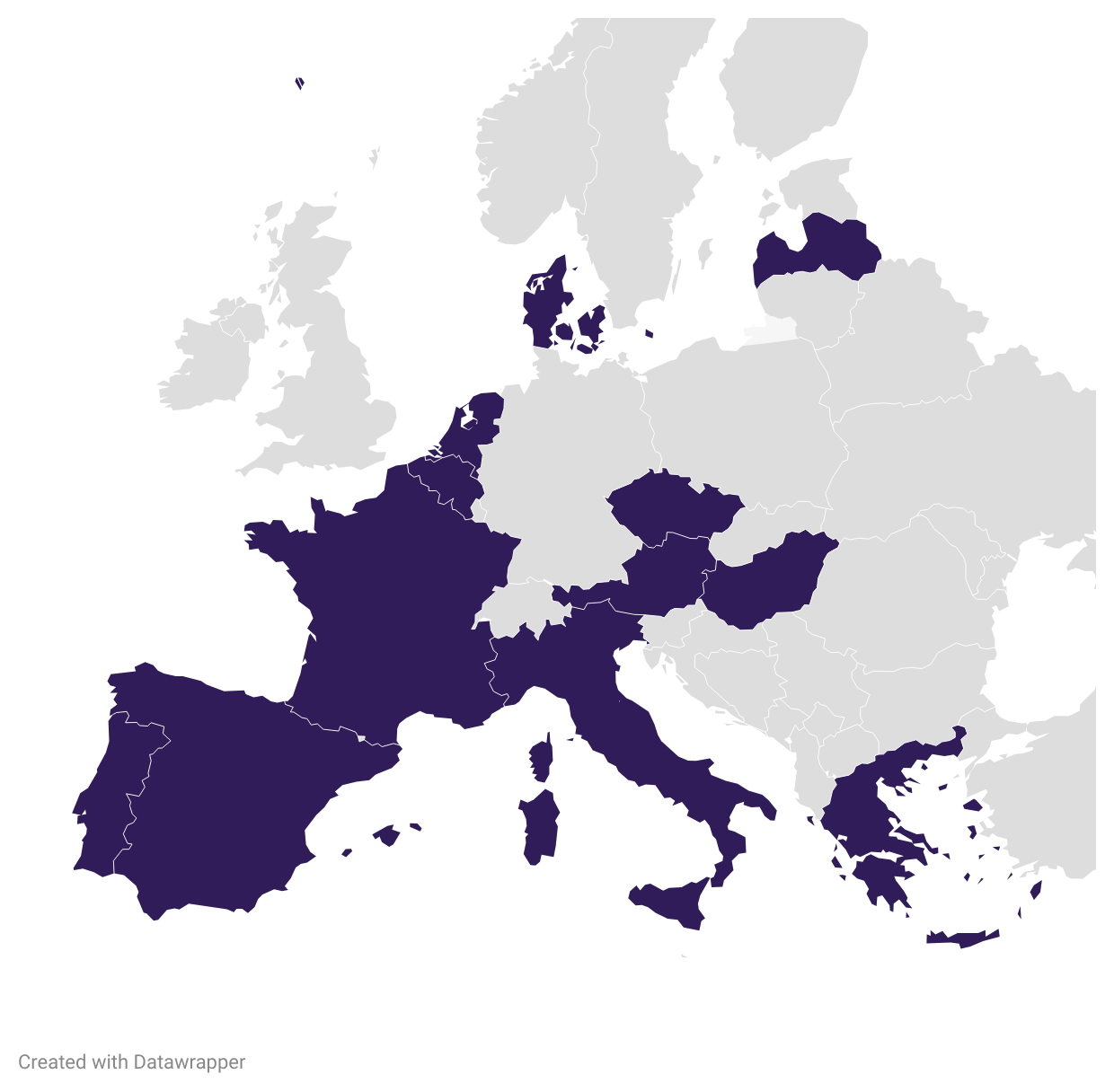
Países da origem dos Estados membros do Patriotas pela Europa em 8 de julho de 2024

Mesa do grupo durante o 10.º Parlamento Europeu. 
| Posição                  | Nome                  | Partido Nacional                | Partido Europeu | Partido Europeu |
| ------------------------ | --------------------- | ------------------------------- | --------------- | --------------- |
| Presidente               | Jordan Bardella       | Reagrupamento Nacional          |                 | Partido ID      |
| Primeiro Vice-Presidente | Kinga Gál             | Fidesz                          |                 | Nenhum          |
| Vice-Presidente          | Roberto Vannacci      | Liga Norte                      |                 | Partido ID      |
| Vice-Presidente          | Klára Dostálová       | ANO 2011                        |                 | Nenhum          |
| Vice-Presidente          | Sebastiaan Stöteler   | Partido pela Liberdade          |                 | Partido ID      |
| Vice-Presidente          | António Tânger Corrêa | Chega                           |                 | Partido ID      |
| Vice-Presidente          | Hermann Tertsch       | Vox                             |                 | Nenhum          |
| Vice-Presidente          | Harald Vilimsky       | Partido da Liberdade da Áustria |                 | Partido ID      |
| Chicote Chefe            | Anders Vistisen       | Partido Popular Dinamarquês     |                 | Nenhum          |
| Tesoureiro               | Gerolf Annemans       | Interesse Flamengo              |                 | Partido ID      |

## Referência
1. 1 2  «Orban, Allies Announce Right-Wing 'Patriots For Europe' Alliance» (em inglês). 30 de junho de 2024
2. ↑  «Hungary: Orban announces new far-right European alliance – DW – 06/30/2024». dw.com (em inglês). Consultado em 2 de julho de 2024
3. ↑  «Portugal's far right joins Viktor Orbán's 'Patriots for Europe' alliance» (em inglês). 1 de julho de 2024
4. ↑  «Hungary: Orban announces new far-right European alliance – DW – 06/30/2024». dw.com (em inglês). Consultado em 1 de julho de 2024
5. ↑  ČTK (30 de junho de 2024). «Patrioti pro Evropu. ANO, Fidesz a FPÖ zakládají novou politickou alianci». Deník.cz (em checo). Consultado em 1 de julho de 2024
6. ↑  «Vlastenci pro Evropu. ANO, Fidesz a Svobodná strana Rakouska zakládají politickou alianci». iROZHLAS (em checo). 30 de junho de 2024. Consultado em 1 de julho de 2024
7. ↑  «'Patriots for Europe': Hungary's Orban announces new EU Parliament alliance». Al Jazeera (em inglês). Consultado em 6 de julho de 2024
8. ↑  "„Patriotisches Manifest – Erklärung mit Herbert Kickl, Viktor Orbán, Andrej Babiš & Harald Vilimsky",Partido da Liberdade da Áustria, Viena, 30 de junio de 2024.
9. ↑  "„Patrioten für Europa“: Kickl (FPÖ), Orbán (Fidesz), Babiš (ANO) gaben Startschuss für neue patriotische Allianz!", Partido da Liberdade da Áustria, Viena, 30 de junio de 2024.
10. ↑  "VLASTENECKÝ MANIFEST PRO EVROPSKOU BUDOUCNOST", Andrej Babiš, Viena, 30 de junio de 2024.
11. ↑  «Babiš, Orbán a Kickl zakládají vlasteneckou alianci – Novinky». www.novinky.cz (em checo). 30 de junho de 2024. Consultado em 1 de julho de 2024
12. ↑  «Extrema-direita portuguesa quer-se juntar à aliança "Patriotas pela Europa" de Viktor Orbán». euronews. 1 de julho de 2024. Consultado em 6 de julho de 2024
13. ↑  «Portugal's Chega party to join Orbán's new far-right alliance». POLITICO (em inglês). 1 de julho de 2024. Consultado em 6 de julho de 2024
14. ↑  «New far-right group led by Germany's AfD founded in European Parliament». POLITICO (em inglês). 10 de julho de 2024. Consultado em 10 de julho de 2024
15. ↑  Zmušková, Barbara; Griera, Max (8 July 2024). «Orbán v europarlamente zabodoval. Patrioti pre Európu môžu mať reálnu moc». Euractiv (em eslovaco) Verifique data em: |data= (ajuda)
16. ↑  HARZER, FILIP (10 July 2024). «Europoslanci Směru dali vale socialistům, mluví se o námluvách s Patrioty». Seznam Zprávy (em checo). Consultado em 10 July 2024 Verifique data em: |acessodata=, |data= (ajuda)
17. ↑  «Patriots for Europe become the third largest group in the European Parliament». Agenparl. 8 de julho de 2024. Consultado em 8 de julho de 2024